# HD72660
HD72660 — хімічно пекулярна зоря спектрального класу A1, що має видиму зоряну величину в смузі V приблизно  5,8.
Вона  розташована на відстані близько 326,2 світлових років від Сонця.

## Фізичні характеристики
Зоря HD72660 обертається 
дуже повільно 
навколо своєї осі. Проєкція її екваторіальної швидкості на промінь зору становить  Vsin(i)=  9км/сек.